# Sienteme, It's Time to Land
Sienteme, It's Time to Land è il quarto album del cantautore italiano Alan Sorrenti, pubblicato dalla Harvest Records nel 1976.
Fu registrato al Wally Haider di San Francisco, tranne il brano Sienteme registrato al Chantalain Studio di Roma.

## Tracce
Testi e musiche di Alan Sorrenti
Lato A
1. Alba – 6:47
2. The Prisoner and the Dancer – 4:15
3. Island Queen – 4:45
4. Sienteme – 3:37

Lato B
1. Try to Imagine – 3:21
2. Seagull Song – 3:54
3. Sliding on the Wire – 3:15
4. Listen – 2:45
5. Your Love Is Magic – 3:14

## Formazione
- Alan Sorrenti – voce
- Roger Voudouris – chitarra acustica
- Gianni Leone – chitarra acustica, tastiera (brano: Sienteme)
- Corrado Rustici – chitarra elettrica (brano: Sienteme)
- David Kahne – tastiera
- Jeff Neighbor – basso
- Mike Howlett – basso (brano: Sienteme)
- Mike Deacon – clavinet (brano: Sienteme)
- Steve Mitchell – batteria
- John Lingwood – batteria (brano: Sienteme)
- Larry Blackshere – marimba
- Bob Hall – percussioni
- Kent Middleton – percussioni
- Al Bent – corno
- Bob True – corno
- Mike Butera – corno
- The Waters – cori